# Eriauchenius vadoni
Eriauchenius vadoni är en spindelart som först beskrevs av Jacques Millot 1948.  Eriauchenius vadoni ingår i släktet Eriauchenius och familjen Archaeidae.
Artens utbredningsområde är Madagaskar. Inga underarter finns listade i Catalogue of Life.